# 2016年环法自行车赛
2016年环法自行车赛是第103屆环法自行车赛，是三大自行車環賽之一。
冠軍為克里斯·弗羅梅，也是1995年以來的首位環法衛冕者。第二和第三名分別為罗曼·巴尔代和奈洛·金塔纳獲得。

## 註解和參考資料

### 資料
- (PDF). Tour de France (Paris: Amaury Sport Organisation). 2016  [2 July 2016]. （原始内容存档 (PDF)于2016-07-02）.

## 外部連結
- 官方网站